# Tetrix tianensis
Tetrix tianensis är en insektsart som beskrevs av Zheng, Z. 2005. Tetrix tianensis ingår i släktet Tetrix och familjen torngräshoppor. Inga underarter finns listade i Catalogue of Life.